# كارلوس دو بينا
كارلوس دو بينا (11 مارس 1992 بمونتفيدو في الأوروغواي - ) هو لاعب كرة قدم أوروغواني في مركزي الظهير والوسط. لعب مع نادي ميدلزبره وناسيونال أسونسيون وناسيونال مونتيفيديو.

## وصلات خارجية
- كارلوس دو بينا على موقع الاتحاد الأوربي (الإنجليزية)
- كارلوس دو بينا على موقع اتحاد أوكرانيا (الإنجليزية)
- كارلوس دو بينا على موقع إي إس بي إن إف سي (الإنجليزية)
- كارلوس دو بينا على موقع قاعدة بيانات كرة القدم.إي يو (الإنجليزية)
- كارلوس دو بينا على موقع ليكيب (الفرنسية)
- كارلوس دو بينا على موقع Soccerbase.com (لاعب) (الإنجليزية)
- كارلوس دو بينا على موقع Soccerway.com (الإنجليزية)
- كارلوس دو بينا على موقع عالم كرة القدم.نت (الإنجليزية)
- كارلوس دو بينا على موقع AS.com (الإسبانية)